# فریدریشزهاین-کرویتسبرگ
فریدریشزهاین-کرویتسبرگ (به آلمانی: Bezirk Friedrichshain-Kreuzberg) یک منطقهٔ مسکونی در آلمان است که در داخل شهر برلین واقع شده‌است. فریدریشزهاین-کرویتسبرگ ۲۷۸٬۵۷۹ نفر جمعیت دارد.

## خواهرخوانده
شهرهای San Rafael del Sur، کریات یام، پرتا وستفالیکا، شچچین، قاضی‌کوی، ویسبادن، اینگلهایم آم راین و Oborishte District خواهرخوانده‌های فریدریشزهاین-کرویتسبرگ هستند.